# Демократическая крестьянская партия (Буковина)
Демократическая крестьянская партия (рум. Partidul Țărănesc Democrat, PȚD; нем. Demokratische Bauernpartei) — провинциальная политическая партия в австро-венгерской Буковине также известная как Демократическая партия, Крестьянская партия, Национально-демократическая партия и общество «Unirea». Являлась одной из несколько политических групп, претендовавших на выражение интересов этнических румын в регионе. Партия занимала национал-либеральную и лево-популистскую позицию, имея поддержку преимущественно среди «крестьян, деревенских учителей и некоторых интеллигентов». Её лидерами были Аурел Ончул и Флореа Лупу, являвшиеся противниками более консервативной и элитарной Румынской национальной народной партии (PNPR). Отвергая «политическое сектантство», PŢD одновременно объединяла позиции австрийского и румынского национализма — утверждая, что устремления румын могут быть реализованы только внутри многоэтнической империи. По этой причине партия часто обвинялась в «двурушничестве».
В 1902—1905 года PȚD проводила политику альянса с представителями других этнических групп, в том числе — с украинскими националистами. Это привело к созданию «Прогрессивного крестьянского братства», которое доминировало в сейме Буковины и в 1904 году приняло проект реформы системы выборов, разработанный Бенно Страйчером. Этническое соперничество толкнуло группу обратно в сектантскую политику перед парламентскими выборами 1907 года. PȚD принял политику экономического антисемитизм и вместе с PNPR в 1908 году объединился в Христианскую социал-румынскую партию. Партия по-прежнему вела автономное существование, а её элита контролировала Государственный банк Буковины и кредитный союз Райффайзен. Подобная практика почти привела экономику Буковины в коллапсу, настроив населения против Ончула лично.
Неформально PȚD участвовала в выборах в июле 1911 года, а затем — уже официально — в апреле 1914 года. На этом этапе она приняла тактику «аграрства» и антиклерикализма, а также вновь подтвердила свою лояльность политике Австрии в отношении Румынии. Спустя несколько месяцев, с началом Первой мировой войны и в связи с наступлением Русской императорской армии, партия стала бездействующей — партийные активисты оказывали лишь неэффективное партизанское сопротивление регулярной армии. Ончуль продолжал представлять PŢD в Австрийском парламенте в 1918 году и стал единственным среди своих румынских коллег, кто одобрил румыно-украинского раздела Буковины. Его сотрудничество с Украинской Галицкой армией закончилось потерей как личной популярности, так и популярности его партии, но способствовало объединению Буковины с Великой Румынией.

## История

### Основание
Демократическая крестьянская партия существовала на последних исторических этапах, когда Буковина относилась к Австро-Венгерской империи. «Крайняя этническая фрагментация» региона создавала в те годы как острое соперничество, так политические союзы между основными этническими группами Буковины: сельскими общинами румын и украинцев (или «русин»), немецких и еврейских меньшинств в городах и так далее. Сам Аурел Ончул с ранних лет был отделен от румынского национализма, хотя он и сохранял контакты как с консервативными элементам, так и с «радикально националистическими». Часто Ончул противостоял другим румынам, принимая сторону австрийских чиновников — в свою очередь обвинявшихся в том, что они занимались «макиавеллизмом», настраивая лидеров различных группировок друг против друга.
Историк Теодор Бэлан считал, что политическая карьера Ончула была напрямую связана с новым губернатором Буковины Конрадом Гогенлоэ, который хотел успокоить ситуацию после целой серии румыно-украинских политических противостояний. Для этого ему нужна была «политическая программа с экономическими требованиями, которая исключала бы национальный вопрос» и «заменила бы политический романтизм реализмом».
Ончул попал в Австрийский Дом депутатов во время выборов 1901 года, а сама партия PŢD была официально зарегистрирована в начале 1902 года — но её потребовался почти год, чтобы стать организованной группой. В январе 1903 года PŢD опубликовала свою «Демократическую программу», а 2 февраля провела свой первый конгресс под названием «Политическое общество Унира или Демократическая крестьянская партия». Ончул, являвшийся президентом партии, вошёл в политику в не самое удачное время.
В своей пропаганде PŢD обвиняла «боярскую» элиту, что она эксплуатировала крестьян и сельскую интеллигенцию — тем самым претендуя на разоблачение элитарного национализма как схемы; сама же партия выступала за «популистский/народнический национализм» с «левым оттенком». Ончуль и его последователи считали себя эмансипированными прогрессистами: «глубоко лояльными» к правящему дому Габсбургов. Историк Йоан Кокуз, один из самых стойких критиков Ончула, описывал его как «абсолютно бессовестного», а также «антинародного», «верного австрийца». Однако существовало и мнение о том, что Ончул верил, что Австрия объединила маленькие народы Восточной и Центральной Европы и что это защитило их от поглощения Российской империей: его идеи были в целом схожи с проектом Аурела Поповича «Соединённые Штаты большой Австрии».